# Mademoiselle (magazine)
Pour les articles homonymes, voir Mademoiselle (homonymie).
Mademoiselle est un magazine féminin américain, lancé en 1935 par la maison d’édition new-yorkaise Street and Smith, spécialisée dans le roman à format bon marché (« pulp ») et dans les magazines de fiction populaire, puis racheté en 1959 par la maison de presse Condé Nast Publications.
Mademoiselle, qui avait une diffusion importante, était connu pour publier des nouvelles d’une série d’écrivains de renom, tels que Truman Capote, Harold Brodkey, Pam Houston, Jean Stafford, Shirley Jackson et Susan Minot, parmi d’autres. Les expériences que vécut Sylvia Plath au comité de rédaction de Mademoiselle en qualité d’éditeur invité pendant l’été 1953 fournirent la matière de son unique roman la Cloche de détresse. Barbara Kruger, artiste conceptuelle connue et influente, y a fait office de directeur artistique, s’occupant de la production des images. Dans les années 1970, Alexander Liberman utilise ce magazine pour tester les changements qu'il souhaite incorporer au Vogue américain.
Le numéro de novembre 2001 fut le dernier à paraître. Une partie des 93 membres du personnel fut alors mutée vers le magazine Glamour, édité par la même société Condé Nast. Selon le porte-parole de la société, Maurie Perl, la disparition du magazine serait imputable au climat économique dégradé pour les magazines à la suite des attentats du 11-Septembre.